# Jiuniang
Lo Jiuniang (酒酿, detto anche láozāo, 醪糟, o jiāngmǐjiǔ, 江米酒) è un dolce della cucina cinese (dalla consistenza di zuppa o di budino), a base di riso glutinoso fermentato e lievito. Nacque come scarto della produzione del miju.
Si tratta di un vino di riso non filtrato, che contiene ancora chicchi di riso interi e spesso viene aromatizzato con fiori di osmanto odoroso, nel qual caso prende il nome di guihua jiuniang (桂花酒酿).
Durante la festa del Dongzhi viene servito insieme con dei tangyuan non ripieni, prendendo il nome di jiuniang tangyuan (酒酿汤圆) o jiuniang yuanzi (酒酿圆子), o ancora, se aromatizzati con l'osmanto, guihua jiuniang tangyuan (桂花酒酿汤圆).
È un dolce assai simile al vietnamita Cơm rượu, che normalmente contiene palline fatte col riso glutinoso fermentato.